# Eric Vásquez
Eric Vásquez (Panamá, Panamá, 8 de febrero de 1988) es un futbolista panameño. Juega de defensa central en el UMECIT FC de la Primera División de Panamá.

## Trayectoria
Desde 2004 ha jugado en el equipo Sub-17 del Chorrillo FC. En 2006 debutó en la máxima categoría con el primer equipo, siendo uno de los titulares indiscutibles en la zona defensiva.

## Selección nacional
Hizo su debut con la Selección de fútbol de Panamá en un partido internacional contra la Selección de fútbol de Guatemala el 22 de agosto de 2007.

### Participaciones en selección nacional
| Copa                      | Categoría | Sede       | Resultado    | Partidos | Goles |
| ------------------------- | --------- | ---------- | ------------ | -------- | ----- |
| Campeonato Sub-20 2007    | Sub-20    | Panamá     | Subcampeón   | 3        | 0     |
| Copa Mundial Sub-20 2007  | Sub-20    | Canadá     | Primera fase | 3        | 0     |
| Copa Centroamericana 2013 | Mayor     | Costa Rica | Primera fase | 0        | 0     |

## Clubes
| Club                   | País   | Año           |
| ---------------------- | ------ | ------------- |
| Chorrillo FC           | Panamá | 2004 - 2013   |
| San Francisco FC       | Panamá | 2013 - 2018   |
| Costa del Este FC      | Panamá | 2018 - 2019   |
| CD Universitario       | Panamá | 2019          |
| Costa del Este FC      | Panamá | 2020          |
| Sporting San Miguelito | Panamá | 2021-2022     |
| Herrera FC             | Panamá | 2023          |
| UMECIT FC              | Panamá | 2024-presente |

## Campeonatos nacionales
| Título            | Club             | País   | Año  |
| ----------------- | ---------------- | ------ | ---- |
| LPF Apertura 2011 | Chorrillo FC     | Panamá | 2011 |
| LPF Apertura 2014 | San Francisco FC | Panamá | 2014 |

## Copas Nacionales
| Título      | Club             | País   | Año  |
| ----------- | ---------------- | ------ | ---- |
| Copa Panamá | San Francisco FC | Panamá | 2015 |

- Datos: Q5387683